# Jens Weidmann
Jens Weidmann (Solingen, 20 aprile 1968) è un economista tedesco, presidente della Deutsche Bundesbank dal 1º maggio 2011 al 31 dicembre 2021.

## Biografia
Weidmann, nato a Solingen ha frequentato il Gymnasium a Backnang, nel Baden-Württemberg, conseguendo il diploma nel 1987. In seguito, ha studiato economia alla Université Paul Cézanne Aix-Marseille III e alle Università di Parigi e Bonn. Ha ricevuto il titolo dottorale sotto la supervisione dello studioso di economia monetaria Manfred J. M. Neumann. 
Durante i suoi studi, Weidmann ha svolto tirocini alla Banca di Francia e alla Banca nazionale del Ruanda. Per la dimestichezza acquisita con il settore finanziario dell'economia francese, la sua successiva carriera nella politica finanziaria tedesca è stata favorevolmente accolta come contributo al sistema di relazioni franco-tedesche in ambito europeo.
Dal 1997 al 1999, Weidmann ha lavorato presso il Fondo Monetario Internazionale. Fino al 2004 ha lavorato come Segretario del Consiglio Tedesco degli Esperti Economici. Durante la sua permanenza al Consiglio, ha svolto un ruolo chiave nella compilazione di un piano in 20 punti per stimolare la crescita e l'occupazione che ha costituito la base delle riforme dell'Agenda 2010 dell'allora Cancelliere Gerhard Schröder. 
Da lì si è trasferito alla Bundesbank,Nel dove fino al 2006 è stato a capo del gruppo di politica monetaria e analisi monetaria. 

### Consigliere della cancelliera Angela Merkel, 2006-2011
Nel 2006, Weidmann ha iniziato a lavorare presso la Cancelleria federale, dove era responsabile della preparazione del contenuto e della strategia del round del G-20 che è stato formato per contrastare gli effetti della crisi finanziaria. Quando ha iniziato, era il più giovane capo dipartimento del governo tedesco. La cancelliera Angela Merkel lo ha promosso nel dicembre 2009 al ruolo influente dello Sherpa dei vertici del G8 poiché considera il round del G8 solo un pre-vertice del round del G20 nel campo del sistema finanziario mondiale.
Durante il suo periodo alla Cancelleria federale, Weidmann è stato coinvolto in una serie di importanti decisioni in risposta alla crisi finanziaria in Germania e in Europa: prevenire il crollo della banca Hypo Real Estate, garantire i depositi tedeschi e attuare un programma di salvataggio per il sistema bancario, mettere insieme due programmi di stimolo fiscale e istituire il pacchetto di salvataggio greco e il Fondo europeo di stabilità finanziaria (EFSF). 
Nel 2011, Weidmann suggerì alla Merkel che la posizione di vicepresidente della Bundesbank, vacante, fosse ricoperta da Sabine Lautenschläger, allora direttrice dell'Autorità federale di vigilanza finanziaria tedesca (BaFin).

### Presidente della Bundesbank, 2011-2021
Nel febbraio 2011, Weidmann è stato designato per succedere ad Axel A. Weber come presidente della Deutsche Bundesbank.  A settembre, con la crisi del debito sovrano europeo in corso, Weidmann è stato indicato da un commentatore britannico, David Marsh, come se volesse seguire un atteggiamento "freddo" rispetto a quello tenuto dalla cancelliera Merkel. Secondo Marsh, Weidmann sosteneva che l'Unione monetaria europea (UEM) "deve andare in una delle due direzioni. O prende la strada di un'unione fiscale in cui i paesi membri fondono insieme i loro sistemi economici e finanziari in un quadro molto più robusto che li proteggerà dalla dislocazione interna. Weidmann dice, freddamente, che questo è alquanto improbabile. Oppure l'UEM rimane un raggruppamento più libero di paesi che dovranno affrontare la disciplina dei mercati finanziari se non riescono a produrre convergenza economica", vale a dire l'uscita dall'UEM e il default, guardando in particolare alla Grecia. Marsh ha anche osservato che la Merkel è invece molto più duttile e quindi potrebbe entrare in conflitto con il suo consigliere economico Weidmann.

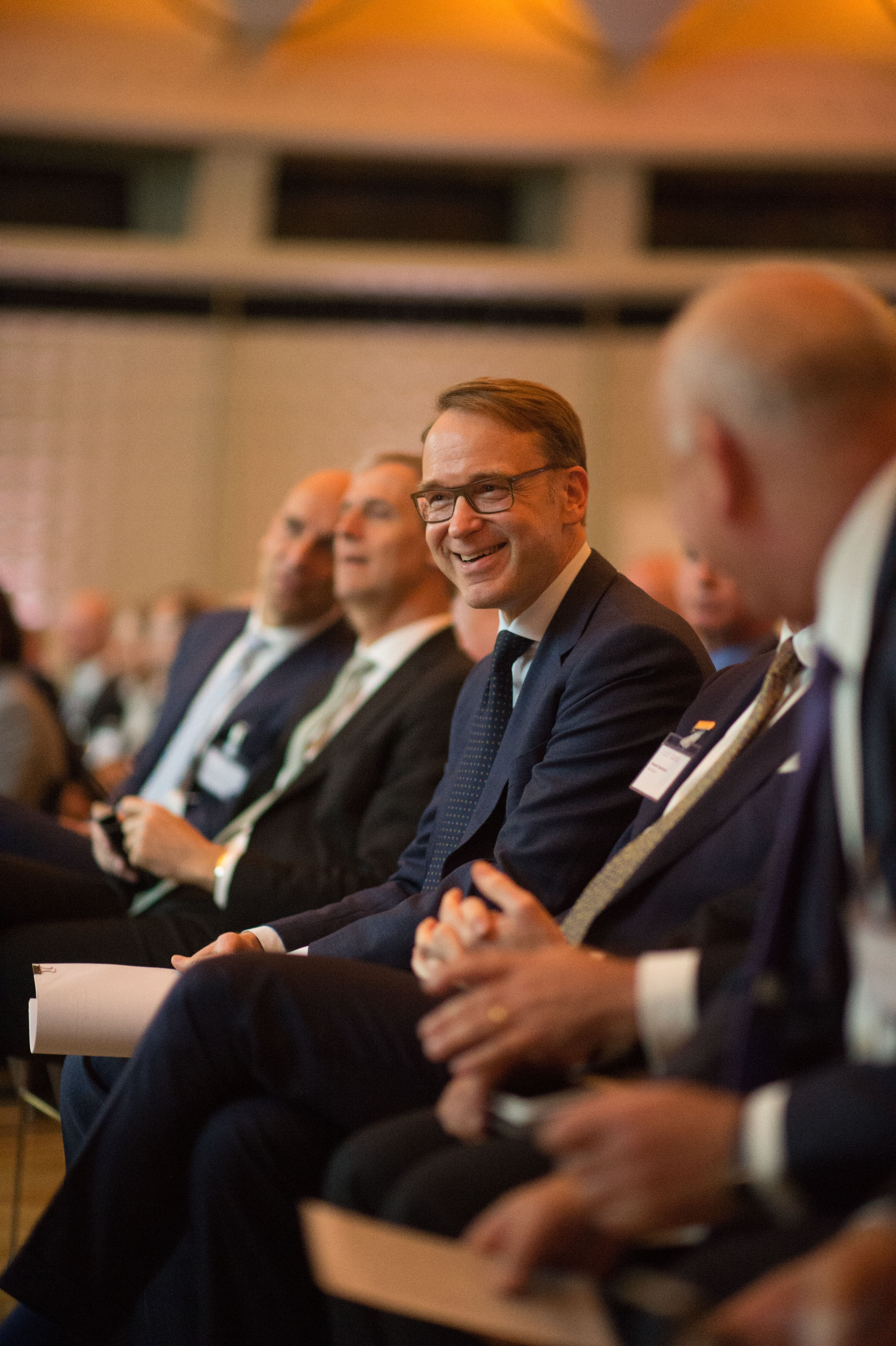
Jens Weidmann (2017)

In un discorso di fine novembre 2011 a Berlino, Weidmann ha criticato gli errori e "molti anni di sviluppi sbagliati" degli stati periferici dell'UEM, in particolare l'opportunità sprecata rappresentata dal loro "investimento sproporzionato nella costruzione di case private, nell'elevata spesa pubblica o nei consumi privati", ha riferito David Marsh. All'inizio di dicembre, in una serie di vertici dell'Eurozona, Bloomberg ha commentato che il nuovo capo della BCE Mario Draghi "sa che non può permettersi di ripetere" l'errore del suo predecessore Jean-Claude Trichet di alienarsi la Bundesbank. Nel rapporto si dice che Draghi corteggia Weidmann, e tra gli altri, Julian Callow, capo economista europeo di Barclays a Londra.
Nel maggio 2012, la posizione di Weidmann - definito ormai "un falco" della politica monetaria  e per questo motivo molto discusso a livello internazionale - è stata indicata dall'economista ed editorialista statunitense Paul Krugman come se volesse distruggere l'euro.
Weidmann, alla fine di agosto 2012, avrebbe minacciato di dimettersi poiché la promessa di Draghi del luglio 2012 di fare "tutto il necessario" per salvare l'euro sembrava destinata a portare ad acquisti di obbligazioni italiane e spagnole per mantenere i tassi di interesse in quelle principali economie limitati a livelli gestibili. "In un'intervista con Der Spiegel la scorsa settimana, Weidmann ha detto che l'acquisto di obbligazioni ha fatto sembrare che la BCE stesse finanziando direttamente i governi – e non dovrebbe andare avanti", ha riferito un altro commentatore di MarketWatch, Matthew Lynn.
Il 24 febbraio 2016, nell'ambito della conferenza stampa annuale della Bundesbank, Jens Weidmann ha respinto la deflazione alla luce dell'attuale programma di stimolo della BCE, sottolineando la buona condizione dell'economia tedesca e che l'area dell'euro non è poi così male, alla vigilia delle riunioni del 9-10 marzo 2016.
Nell'aprile 2019, il mandato di Weidmann come presidente della Bundesbank è stato rinnovato per altri otto anni.
Il 20 ottobre 2021 Weidmann ha annunciato, per la fine dell'anno e cinque anni di antipo, le sue dimissioni per motivi personali.
All'inizio del 2022, il Fondo monetario internazionale ha nominato Weidmann a capo di un nuovo panel esterno per rafforzare le garanzie istituzionali a seguito di uno scandalo sui dati che ha coinvolto la direttrice generale del FMI, Kristalina Georgieva, durante il suo periodo alla Banca Mondiale.
Il 31 maggio 2023 Jens Weidmann è stato eletto Presidente del Consiglio di Sorveglianza di Commerzbank, in sostituzione di Helmut Gottschalk.